# Égalité des armes
Le principe de l'égalité des armes est un des éléments inhérents à la notion de procès équitable. L'égalité des armes veut que chaque partie se voie offrir une possibilité raisonnable de présenter sa cause dans des conditions qui ne la placent pas dans une situation de désavantage par rapport à son adversaire. L'égalité des armes a pour but d’assurer l'équilibre entre les parties à la procédure, en garantissant que tout document fourni à la juridiction puisse être évalué et contesté par toute partie à la procédure.

## Droit du Conseil de l'Europe

### Histoire
Au sein du Conseil de l'Europe, l'égalité des armes découle de l'article 6 de la Convention européenne des droits de l'homme. 
La Cour européenne des droits de l'homme a employé cette expression pour la première fois le droit à un procès équitable dans l'affaire Szwabowicz c. Suède le 30 juin 1959 : « Le droit à un procès équitable implique que toute partie à une action civile et a fortiori à une action pénale, doit avoir une possibilité raisonnable d’exposer sa cause au tribunal dans des conditions qui ne la désavantagent pas d’une manière appréciable par rapport à la partie adverse. »
Le terme « égalité des armes » est utilisé pour la première fois dans l'arrêt Neumeister c. Autriche (27 juin 1968) par la Cour européenne des droits de l'homme, comme composante du procès équitable devant un tribunal indépendant et impartial.

### Contenu
Le principe de l'égalité des armes a différentes implications.
L'égalité des armes implique notamment d'après la Cour européenne des droits de l'homme que toute la jurisprudence d'un pays (tous les jugements et décisions des cours d'appel ou des tribunaux de première instance et pas seulement les arrêts de la Cour suprême, de la Cour administrative et de la Cour constitutionnelle) doit être disponible sur un dépôt public accessible à n'importe qui (et pas uniquement aux universitaires ou aux personnes qui justifient un intérêt légitime),,,.

## Droit de l'Union européenne
Dans le droit de l'Union européenne, l'égalité des armes découle de l'article 47 de la Charte des droits fondamentaux de l'Union européenne. Cet article assure, dans le droit de l'Union, la protection conférée par l’article 6, paragraphe 1, de la convention européenne des droits de l’homme.

## En droit français
En droit français, l'égalité des armes figure depuis la loi du 15 juin 2000 dans le premier article préliminaire du Code de procédure pénale sous une autre formulation qui énonce les principes qui doivent « éclairer » le Code : « La procédure pénale doit être équitable et contradictoire et préserver l’équilibre des droits des parties. »,
La Cour de cassation a rendu un arrêt le 14 septembre 2006 concernant la notion de rupture d'égalité des armes.